# Flatoidinus kartaboensis
Flatoidinus kartaboensis är en insektsart som beskrevs av Metcalf 1945. Flatoidinus kartaboensis ingår i släktet Flatoidinus och familjen Flatidae. Inga underarter finns listade i Catalogue of Life.